# エチレンジオン
エチレンジオン(Ethylene dione)または二酸化二炭素(Dicarbon dioxide)は、構造式 O=C=C=O、分子式 C2O2 のを持つ仮説上の化合物である。一酸化炭素の二量体であり、オキソカーボンの1つである。グリオキシル酸(OHCCOOH)のケテンと見なすこともできる。多くの製造の試みにもかかわらず、単離されたことも遷移種として観察されたこともない。
分子軌道の観点から、線形のエチレンジオンの基底状態は三重項であり、三重項の一酸化炭素は高エネルギー粒子であるため、解離の速度は遅いはずである。しかし、分子が平衡配置から歪むと、三重項と一重項のポテンシャル面が交差し、一重項への項間交差が許され、0.5ナノ秒の時間スケールで解離が起こりうる。
一方、アセチレンジオールと呼ばれる二価のアニオンC2O22-は、水のないところではかなり安定である。

## コッホのグリオキシリド
1940年代、デトロイトの医師ウィリアム・フレデリック・コッホは、この化合物を合成したと主張した。彼はこれをグリオキシリド(glyoxylide)と呼び、糖尿病や癌を含む様々な病気を引き起こす毒に対する解毒剤であるとした。どちらの主張も確認されず、この薬品は、アメリカ食品医薬品局によって、"fraud"（詐欺）に分類された。